# 追逐白雲的少女
《追逐白雲的少女》（英語：Dreaming Girls）是一部以中樂為題材，結合流行樂隊作為音樂元素的校園電影。

## 故事簡介
林愛美自幼被母親強迫苦練成結他高手，母親過世後意外加入學校中樂社，被潦倒老師周一鳴逼著參加校際音樂比賽，期間發現老師與母親過往的一段恩怨掀起連場樂鬥，最終眾人在演奏裡融匯中西樂風，領悟到「音樂不是用來打敗人而是打動人」的真諦。

## 主要演員
聖羅蘭學院
| 演員                        | 角色                   | 人物設定 |
| 夏利奧 (Julio Acconci)      | 周一鳴                 | 聖羅蘭學院羅蘭樂園(中樂社)指導老師，曾是國家一級樂手，與妻子離異後，經伯父(周校長)介紹下，從廣州來到澳門教學，希望他能為學校的中樂合奏項目取得零的突破。 |
| 徐穎彤                      | 林愛美                 | 成長於單親家庭，自小被母親迫學結他速彈而生厭，母親過世後原想放棄玩音樂，卻誤入羅蘭樂園(中樂社)，擔任中阮手，迷戀鄰校的結他男Nicholas。                   |
| 禤泳倫                      | 何倩怡                 | 長笛八級，懂多種樂器，曾參加不同樂團，卻沒甚麼存在感，平常愛看漫畫，加入羅蘭樂園(中樂社)後擔任笛子手，經常黏著林愛美。                                   |
| 蘇安喬 (Joana Maria Soares) | 石中花 (Fatima Santos) | 金髮葡人，家境富裕，卻缺乏父愛，精通小提琴，被周一鳴邀請到羅蘭樂園(中樂社)擔任二胡手，毫不猶豫答應。                                                     |
| 李美欣                      | 楊文麗                 | 新移民，古箏達演奏級，以奬學金邀請到羅蘭樂園(中樂社)，獨奏奪冠無數，故看不起其他隊友。                                                                   |
| 蘇嘉慧                      | 李老師                 | 聖羅蘭學院地理老師，是林愛美班主任，同時擔任弦樂社指導老師，為學校屢獲殊榮，對周一鳴甚有好感。                                                           |
| 陳山海                      | 周校長                 | 聖羅蘭學院校長，是周一鳴伯父，十分欣賞他的才藝，得知他處於妻女離異的傷痛中，便邀請他到學校任中樂老師。                                                   |

里斯本中學
| 演員   | 角色              | 人物設定                                                                           |
| 周啟陽 | 黃榮輝 (Nicholas) | 林愛美的樓上鄰居，里斯本中學搖滾樂隊的結他手兼主音，是一名陽光暖男，很受女生歡迎。 |
| 戴顯揚 | Josh              | 里斯本中學搖滾樂隊的鼓手，對自己技術充滿自信，是Nicholas非常信賴的好伙伴。         |
| 吳雅芳 | Irene             | 里斯本學院新加入搖滾樂隊的貝斯手，熱情主動，樣貌及身材出眾，迷倒不少男生。         |

其他角色
| 演員   | 角色   | 人物設定                                                                         |
| 李碧君 | 林彩霞 | 林愛美四姨，在她母親過世後負責照顧她，是一名交誼舞老師，只有她知道林愛美的身世。 |

## 外部連結
- 電影預告 （页面存档备份，存于）
- 豆瓣電影 （页面存档备份，存于）